# Umm as-Sath
Umm as-Sath – wieś w Syrii, w muhafazie Aleppo, w dystrykcie Manbidż. W 2004 roku liczyła 578 mieszkańców.